# Arcade Gamer Fubuki
Arcade Gamer Fubuki es un anime de 4 episodios de 30 minutos cada uno, emitidos por la televisión japonesa del 2002 al 2003, producido por las compañías Arcade Gamer Fubuki Production Comittee y Bandai Visual, dirigido por Yûji Mutou, y los guionistas son Ryota Yamaguchi y Mine Yoshizaki. En el 2002 también fue editado un manga por "Enterbrain, Inc" con 175 páginas, con el mismo título.

## Argumento
Fubuki Sakuragasaki es una gran jugadora de videojuegos, que con el poder de la pasión que resurgen de sus bragas mágicas, se convierte en la mejor jugadora del mundo, en el campeonato mundial arcade, que enfrenta a dos combatientes con una máquina de videojuegos cada uno, en cada eliminatoria.
Una organización llamada Gulasic pretende conquistar el título tratando de superar las habilidades de Fubuki.